# میتسوبیشی جی۱ام
میتسوبیشی جی۱ام (به انگلیسی: Mitsubishi G1M) یک هواپیمای ساختِ کارخانهٔ میتسوبیشی در کشور ژاپن است. این هواپیما برای نخستین بار در ۱ آوریل ۱۹۳۴ میلادی مورد استفاده قرار گرفت.